# Gâmbia - Pontes - Alto da Guerra
Gâmbia - Pontes - Alto da Guerra is een plaats (freguesia) in de Portugese gemeente Setúbal en telt 4076 inwoners (2001).